# Publicaciones Ibero Americanas
Publicaciones Ibero Americanas fue una pequeña editorial española, ubicada en Barcelona, que produjo varios cuadernos de aventuras entre 1947 y 1949. Al igual que Joaquín de Haro, intentó acercarse al cómic estadounidense contemporáneo, llegando a editar The Spirit por primera vez en España y una versión espuria de Batman.
| Título                     | Año  | Guionista    | Dibujante     | Números | Tamaño |
| -------------------------- | ---- | ------------ | ------------- | ------- | ------ |
| Destry Rider               | 1949 | Feralgo      | Pedro Alférez |         |        |
| Panchito Rompetechos       |      |              |               |         |        |
| El vagabundo               |      | Julio Ribera |               |         |        |
| Robín y el Murciélago      |      |              | Julio Ribera  |         |        |
| Spirit                     |      | Will Eisner  |               |         |        |
| Vulpo el Hombre Científico |      |              |               |         |        |